# Tommy Peoples

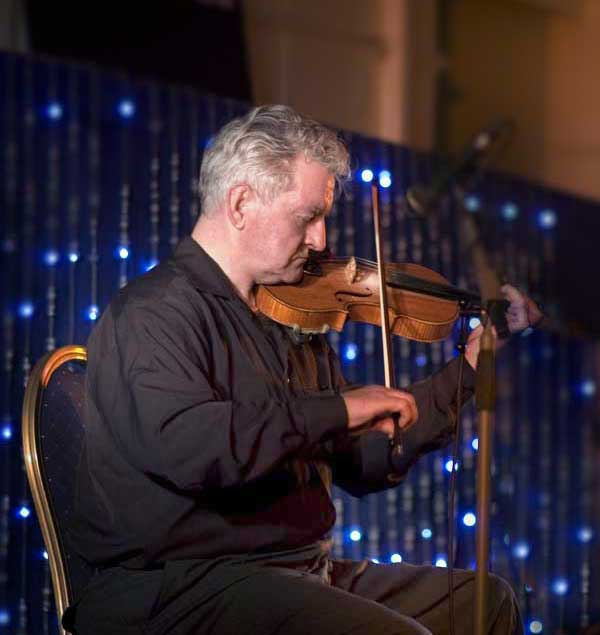
Tommy Peoples

Tommy Peoples (St. Johnston (County Donegal), 1948 – 3 augustus 2018) was een Ierse vioolspeler die zijn traditionele muziek in de Donegal-stijl uitvoert.
Peoples leerde al op jonge leeftijd viool spelen. Later speelde hij bij de Kilfenora Céilí Band. In de zeventiger jaren kwam hij in Dublin terecht en speelde daar met muzikanten zoals: Matt Molloy, Paddy Keenan en Liam O'Flynn. Met hen ging hij later in The Bothy Band spelen. Deze band verliet hij in 1976 en werd vervangen door Kevin Burke. Daarna maakte hij met andere folkmuzikanten verschillende albums. Zijn dochter Siobhan is ook violiste en speelde met hem op het album: The Maiden Voyage.
Peoples werd 70 jaar oud.

## Discografie
- 1975 The Bothy Band (The Bothy Band)
- 1976? The High Part of the Road - (Paul Brady & Tommy Peoples)
- 19?? Tommy Peoples
- 197? The Iron Man - (Tommy Peoples and Daithi Sproule)
- 1977 A Traditional Experience - met Tommy Peoples
- 1978 Matt Molloy, Tommy Peoples, Paul Brady
- 1986 Fifty Irish fiddle tunes (Instruction Book + Cassette)
- 1993 Tommy Peoples, Traditional Fiddler
- 19?? Tommy Peoples, Master Irish Fiddler
- 1998 The Quiet Glen

Hij werkte ook mee aan:
- 197? Paul Brady: Welcome Here Kind Stranger
- 1990 Clare tradition (one track)
- 1991 Fiddlesticks (four sets)
- 199? The Sound of Stone
- 19?? Maiden Voyage: Live traditional music session from Peppers Bar - Feakle, Co. Clare